# Aires Puros
Aires Puros és un barri del centre de Montevideo, Uruguai. Limita amb els barris de Lavalleja i Paso de las Duranas al nord-oest, Casavalle al nord-est, Cerrito i Brazo Oriental al sud-oest, Atahualpa i el Prado al sud-est.
El seu límit nord-oest és el riu Miguelete amb l'avinguda Millán creuant el pont històric Paso de las Duranas. Just davant del pont, és l'extrem nord-est del Prado, on es troben el Museu Juan Manuel Blanes i el Jardí Japonès. El barri alberga el complex residencial Parque Posadas.

## Imatges

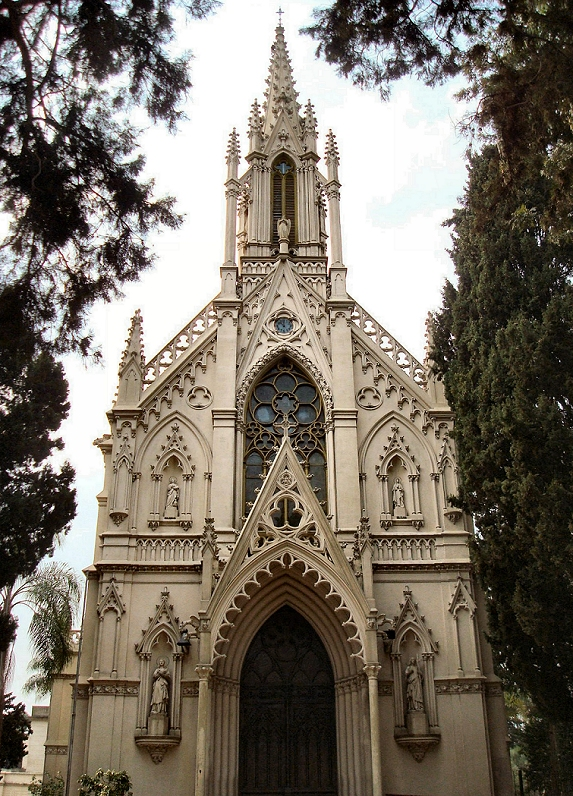
Capella Jackson.
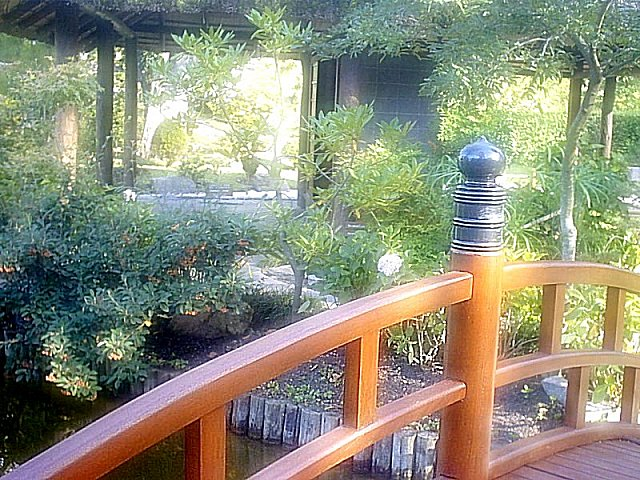
Jardí Japonès.